# Franz Gall (Historiker)
Franz Gall (* 17. August 1926 in Korneuburg; † 22. Juli 1982 in Trient, Italien) war ein österreichischer Historiker und Wappenkundler. Er war Leiter des Universitätsarchivs und außerordentlicher Professor an der Universität Wien.

## Leben
Gall wurde 1926 als Sohn eines Oberlandesgerichtsrats und dessen Frau im niederösterreichischen Korneuburg geboren. Er besuchte ab 1936 Realgymnasien in Stockerau, Melk und Linz. Nach der Matura 1943 an einem Realgymnasium leistete er Kriegsdienst, in Italien geriet er in Kriegsgefangenschaft, wo er bis 1946 verblieb.
Von 1946 bis 1952 studierte er Geschichte, Germanistik und Kunstgeschichte an der Universität Wien. 1951 wurde er bei Alfons Lhotsky mit der Dissertation Die Herzöge von Mödling zum Dr. phil. promoviert. Parallel besuchte er von 1949 bis 1952 als außerordentliches Mitglied den Kurs des Wiener Instituts für österreichische Geschichtsforschung (Prüfungsarbeit 1952 über die Siegel der Babenberger).
1952/53 wurde er (wissenschaftliche) Hilfskraft an der Bibliothek des Instituts für österreichische Geschichtsforschung. Von 1953 bis 1982 war er Leiter des Wiener Universitätsarchivs (Hofrat): 1955 erfolgte die Übernahme in den wissenschaftlichen Dienst, 1959 wurde er wissenschaftlicher Assistent, 1962 Oberassistent und 1971 Oberrat.
1965 erhielt er einen Lehrauftrag für Universitätsgeschichte an der Universität Wien, wo er sich 1969 habilitierte. 1969 wurde er Universitätsdozent für österreichische Geschichte mit besonderer Berücksichtigung der Universitätsgeschichte und Insignienkunde. 1973 wurde ihm der Titel außerordentlicher Professor (tit. ao. Prof.) verliehen.
1963 war er Herausgeber des Jahrbuchs der Österreichischen Exlibris Gesellschaft, ab 1967 der Publikationen zur österreichischen Hochschulgeschichte Archigymnasium und ab 1971 der Zeitschrift für Hochschulforschung, Kultur- und Geistesgeschichte Acta universitatum. Außerdem fungierte er in den 1950er und 1960er Jahren als Redakteur des Neuen Jahrbuchs und der Zeitschrift für Genealogie und Heraldik Adler der Heraldisch-Genealogischen Gesellschaft „Adler“, deren Vorstandsmitglied er von 1966 bis 1973 war. Er war ferner Vorstandsmitglied (ab 1963) und Präsident (ab 1980) des Universitätsbundes Alma Mater Rudolphina. 1966 war er an der Gründung einer Universitätsgeschichtlichen Sektion beteiligt. Deren Nachfolgeorganisation, Institut für Hochschulforschung, stand er ab 1974 als Vizepräsident zur Verfügung. Er war ferner (Mit-)begründer des Universitätsballs (1965) und Gründungsmitglied des Verbandes österreichischer Archivare (1967), der Österreichischen Gesellschaft für Kulturgeschichte (1969) und des Internationalen Kulturhistorischen Symposions Mogersdorf (1969) sowie Mitglied der Internationalen Kommission für Universitätsgeschichte des Comité International des Sciences Historiques (1964) und der Académie internationale d’héraldique (1965).
Gall war verheiratet und Vater von drei Kindern.

## Auszeichnungen und Ehrungen
- 1960: Liechtenstein-Medaille der Heraldisch-Genealogischen Gesellschaft „Adler“[5]
- 1968: Förderungspreis des Landes Niederösterreich für Leistungen auf dem Gebiet der Wissenschaften[7]
- 1970: Ehrenmitglied der Heraldisch-Genealogischen Gesellschaft „Adler“[3]
- 1971: Ehrenzeichen der Universität Wien[3]
- 1971: Goldenes Ehrenzeichen des Landes Burgenland[4]
- 1976: Richard Meister-Medaille des Universitätsbundes Alma Mater Rudolphina[8]
- 1978: Großes Ehrenzeichen für Verdienste um das Bundesland Niederösterreich

## Schriften (Auswahl)
- (Erg./Einl.): Oskar von Mitis: Urkundenbuch zur Geschichte der Babenberger in Österreich. Band 3: Die Siegel der Babenberger (= Publikationen des Instituts für Österreichische Geschichtsforschung. Reihe 3, Bd. 1). Vorbereitet von Oskar von Mitis und bearbeitet von Heinrich Fichtenau und Erich Zöllner. Holzhausen, Wien 1954.
- mit Willy Szaivert und Hermine Paulhart u. a. (Bearb.): Die Matrikel der Universität Wien (= Publikationen des Instituts für Österreichische Geschichtsforschung. Reihe 6: Quellen zur Geschichte der Universität Wien, Abt. 1). Im Auftrag des Akademischen Senats hrsg. vom Archiv der Universität Wien. Band 1–5/8, Böhlau, Wien u. a. 1956 ff.

- Band 1 (1956): 1377–1450.
- Band 2 (1967): 1451–1518.
- Band 3 (1971): 1518/II–1579/I.
- Band 4 (1974): 1579/II–1658/59.
- Band 5 (1975): 1659/60–1688/89. ISBN 3-205-02037-5.

- Die Insignien der Universität Wien (= Studien zur Geschichte der Universität Wien. Bd. 4). Böhlau in Kommission, Graz u. a. 1965.
- Die alte Universität (= Wiener Geschichtsbücher. Bd. 1). Zsolnay, Wien u. a. 1970.
- Österreichische Wappenkunde. Handbuch der Wappenwissenschaften. Böhlau, Wien u. a. 1977, ISBN 3-205-07101-8. (3. Auflage 1996)